# 葛洲坝集团中心医院
葛洲坝集团中心医院，挂牌武汉大学中南医院三峡医院、三峡大学第三临床医学院，是一所三级甲等医院，成立于1970年，位于湖北省宜昌市西陵区葛洲坝集团宜昌基地，隶属于中国葛洲坝集团公司宜昌基地管理局。
葛洲坝集团中心医院被授予湖北省优秀三级医院称号，同时是武汉市职工医保，宜昌市职工、居民医保，宜昌市市级新农合定点医疗机构。医院占地面积23.83万平方米，职工1228人，开放床位1000张。
葛洲坝集团中心医院2010年被中国医院协会撤销“全国百姓放心示范医院”荣誉称号。